# چبین (استان لهستان بزرگ)
چبین، وئیودشیپ مجارستان بزرگتر (به لاتین: Trzebin, Greater Poland Voivodeship) یک سکونتگاه مسکونی در لهستان است که در Gmina Dobrzyca واقع شده‌است.